# 新橋ストーカー殺人事件
新橋ストーカー殺人事件（しんばしストーカーさつじんじけん）は、2009年（平成21年）8月3日に東京都港区西新橋で発生したストーカー殺人事件。被害者の職業から「耳かき店員殺害事件」とも称されている。
同年5月に裁判員制度が開始されて以降、裁判員裁判で初めて死刑が求刑された事件であるが、無期懲役の判決が言い渡され、確定した。

## 概要
2009年（平成21年）8月3日8時50分頃、東京都港区西新橋の民家で、耳かき専門店の女性従業員A（当時21歳）とその祖母B（当時78歳）が襲われる事件が発生。2人は顔や首などを刃物で刺され、Bはその場で死亡、Aは意識不明の状態で病院に搬送されたが1ヶ月後の9月7日に死亡した。事件発生当時に現場にいた千葉市の元会社員男H（当時41歳）が逮捕された。
被害者の女性Aは秋葉原（東京都千代田区）の耳かき専門店で働く、いわゆる耳かき嬢であった。勤務していた店舗でナンバー1の人気嬢であり、多い時は1ヶ月に65万円の収入を得ていた。一方、被疑者の男は2008年2月からこの耳かき専門店に通い始め、通い始めた頃からこの女性従業員を指名し続けて店に通う頻度が上がり、最終的に同店で少なくとも200万円以上を費やした。2009年4月5日、Hは女性従業員に店外で会うことを要求したとして店を出入禁止となり、その後、Aにストーカー行為をするようになった。Aに何度も注意された事で、HのAに対する愛情が憎悪に変わり、8月3日、Hは、果物ナイフ・包丁・ハンマーを準備してAの自宅を訪れ、応対したBの首を包丁で何度も切りつけ、その後すぐに2階にいたAを殺害した。
8月24日、東京地方検察庁は被疑者Hを、殺人・殺人未遂の疑いで東京地方裁判所へ起訴した。その後、Aが死亡したことにより、起訴内容は2人の殺人容疑に変更された。

## 刑事裁判
東京地方裁判所における公判前整理手続は、2010年（平成22年）1月8日から開始された。その後、同年5月6日の第5回公判前整理手続において、被告人Hの精神鑑定を実施することが決定された。鑑定の結果、Hには完全責任能力があるとされた。
同年10月19日、東京地裁（若園敦雄裁判長）で、被告人Hの初公判（裁判員裁判）が開かれた。事実認定、責任能力については検察官・弁護人の双方で争いがなく、量刑の判断材料は情状面に絞られた。その後、検察官はHが身勝手で一方的な性格や、強い殺意を有していたことを主張した。これに対し、弁護側は、Hが反省し、被害者遺族からの損害賠償請求の申し出に応じる意思を示していること、耳かき店の中でのHとAの関係が良好であったことを述べた。
同年10月25日の第5回公判で、論告求刑公判が開かれ、検察官は「永山基準」を引用した上で、被告人Hに死刑を求刑した。その後、弁護人が最終弁論で死刑回避を訴え、Hは被害者2人に対する謝罪の弁を述べた。
その後、26日から11月1日午前まで、裁判官と裁判員による評議が行われ、同年11月1日15時30分から判決公判が開かれた。開廷直後、若園裁判長は冒頭で「被告人を無期懲役に処する。押収してあるハンマー1本、果物ナイフ1本及びペティナイフ1本をいずれも没収する」という主文を読み上げた。判決では、被告人Hの身勝手さを認定するものの、祖母の殺害に計画性は認めなかった。また、Hの反省態度も一部認定し、無期懲役刑に処すこととなった。被害者遺族は反発し、検察に裁判の続行を依頼。一方、被告人側弁護人は、控訴しない意思を表明した。
東京地検は同月12日、本件に関して控訴しない方針を発表。同月15日付で判決が確定した。
| 争点                   | 検察の論告求刑 | 弁護側の最終弁論 | 判決 |
| ---------------------- | --- | --- | --- |
| 求刑                   | 死刑 | 死刑回避を主張 | 無期懲役 |
| 事件に至る経緯         | 被告人Hは自分に都合の悪いことは聞こうとしない一方的で身勝手な性格であり、そのことが犯行を生んだ。                                                                                 | 被害者と良好な関係であったHが、突然、店を出入禁止とされたことが原因である。意識野が狭窄し、抑鬱状態になり殺意が芽生えた。 | 身勝手で短絡的な動機ではあるが、他方、約1年間に渡るHと被害者の表面上良好な関係も影響している。会うことを拒否されて抑鬱状態が悪化した末の犯行である。 |
| 祖母殺害に対する計画性 | 女性従業員は家族と同居しており、その事はHも知っていた。女性従業員の自宅へ行けば家族と遭遇することは明らかであり、女性従業員以外の者を殺害することも充分予想されうるものであった。 | 祖母の殺害までは考えておらず、衝動的に行ったもの。                                                                        | 祖母の殺害に計画性は認められない。 |
| 遺族の被害感情         | 極めて峻烈であり、極刑を望んでいる。 | （言及なし） | 遺族が極刑を望むのは当然であり、理解できる。 |
| 情状等                 | 真に反省しているとは言えない。 | 反省しており、H本人およびHの母親も賠償を申し出ている。Hに前科は無く、20年間会社員として真面目に働いてきた。               | 不十分ではあるが、Hなりの反省が見受けられる。前科が無く、20年以上に渡り大きなトラブルなく働いていたことは斟酌すべき要素である。                      |

## その他
事件の再現ドラマで犯人H役を演じた大鶴義丹は、「役者として犯人の人生を理解しようとしたが、自分はもし好きな女性に裏切られたとしても、犯人のように人生を賭けてでも彼女を殺そうという暴力性は有していなかったから、それはとても困難だった」と回顧している。